# Tonie Campbell
Pour les articles homonymes, voir Campbell.
Anthony ("Tonie") Eugene Campbell (né le 14 juin 1960 à Los Angeles) est un athlète américain spécialiste du 110 m haies. 
Sélectionné dans l'équipe olympique américaine lors des Jeux de Los Angeles de 1984, Campbell termine 5e de la finale du 110 m haies. En 1987, il remporte la médaille d'or du 60 m haies des Championnats du monde en salle tenus à Indianapolis, devançant avec un temps de 7 s 51 le Français Stéphane Caristan et le Britannique Nigel Walker. Il décroche l'année suivante la médaille de bronze du 110 m haies des Jeux olympiques de Séoul, derrière Roger Kingdom et Colin Jackson.

Il a épousé la coureuse de haies anglaise Michelle Edwards.

## Records personnels
- 50 m haies : 6 s 45 (14/03/1987, Kobe)
- 60 m haies : 7 s 51 (08/03/1987, Indianapolis)
- 110 m haies : 13 s 17 (17/08/1988, Zurich)

## Palmarès
- Championnats du monde en salle 1987 à Indianapolis :
  -  Médaille d'or du 60 m haies
- Jeux olympiques d'été de 1988 à Séoul :
  -  Médaille de bronze du 110 m haies